# Ursulinenklooster ('s-Gravenvoeren)

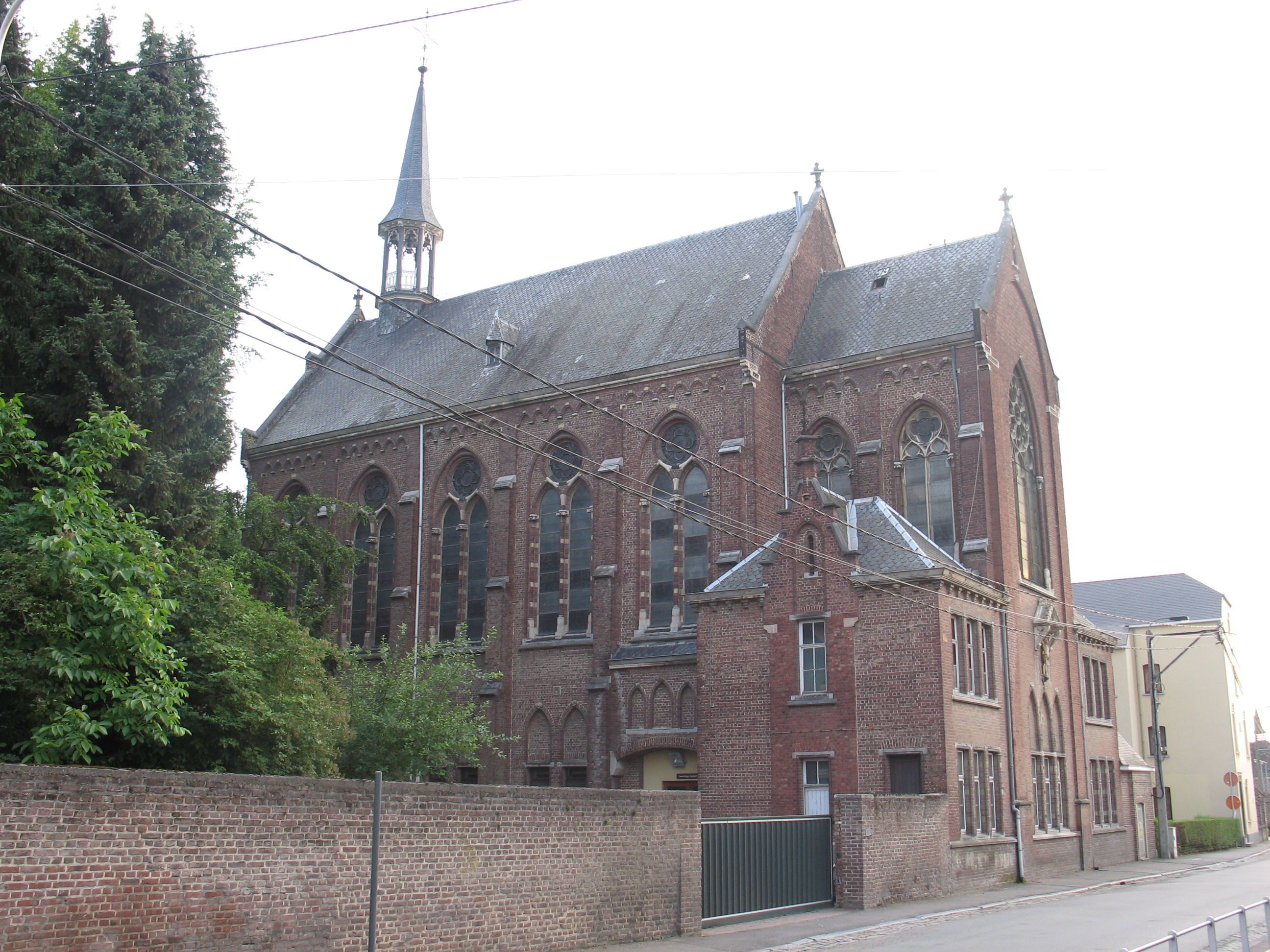
Kloosterkapel

Het Ursulinenklooster is een voormalig klooster gelegen aan Kloosterstraat 21 te 's-Gravenvoeren, in de Belgisch Limburgse gemeente Voeren.
Het klooster der Ursulinen werd gesticht in 1852. Het omvatte tevens een pensionaat. De Ursulinen verzorgden onderwijs voor meisjes.
Het is een groot, bakstenen gebouwencomplex.
Er is een neogotische kapel onder zadeldak, voorzien van een dakruiter en een koor dat iets lager is dan het schip. Ten westen van de kapel bevinden zich de kloostergebouwen. Er zijn een noord- en een zuidvleugel. Deze gebouwen zijn van de 2e helft van de 19e eeuw. De westvleugel is van ongeveer 1775, en behoorde oorspronkelijk tot een hoeve. Dit deel is door een vleugel uit de 2e helft van de 19e eeuw verbonden met een ander laat-18e-eeuws deel.
Het klooster heeft een tuin waarin zich onder meer een kapelletje en een Lourdesgrot bevindt.
Tegenwoordig worden de kloostergebouwen benut als verzorgingstehuis.

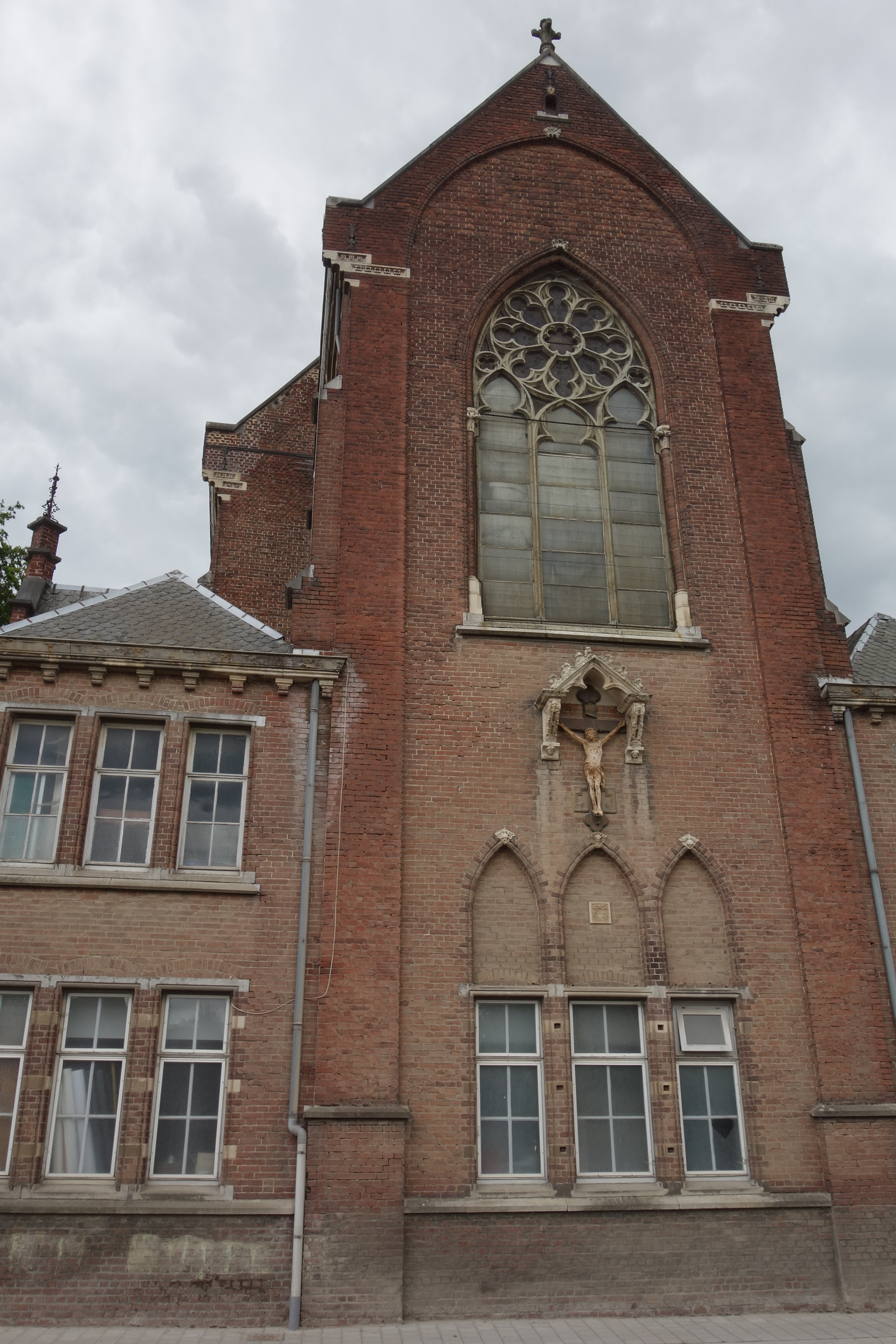
straatzijde van de kapel met crucifix
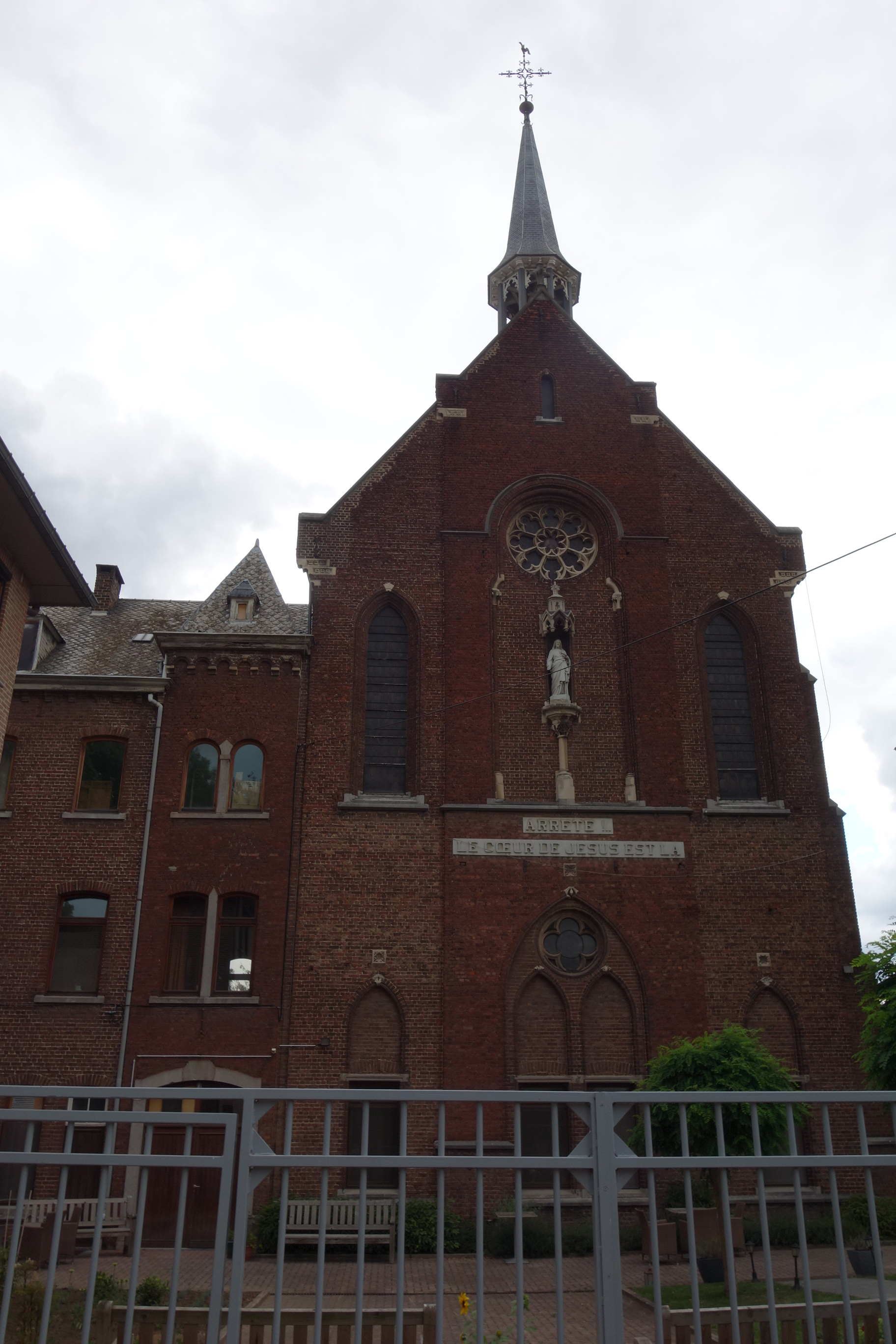
achterkant van de kapel met Heilig Hartbeeld en inscriptie: "Arrête!! Le coeur de Jesus est la"
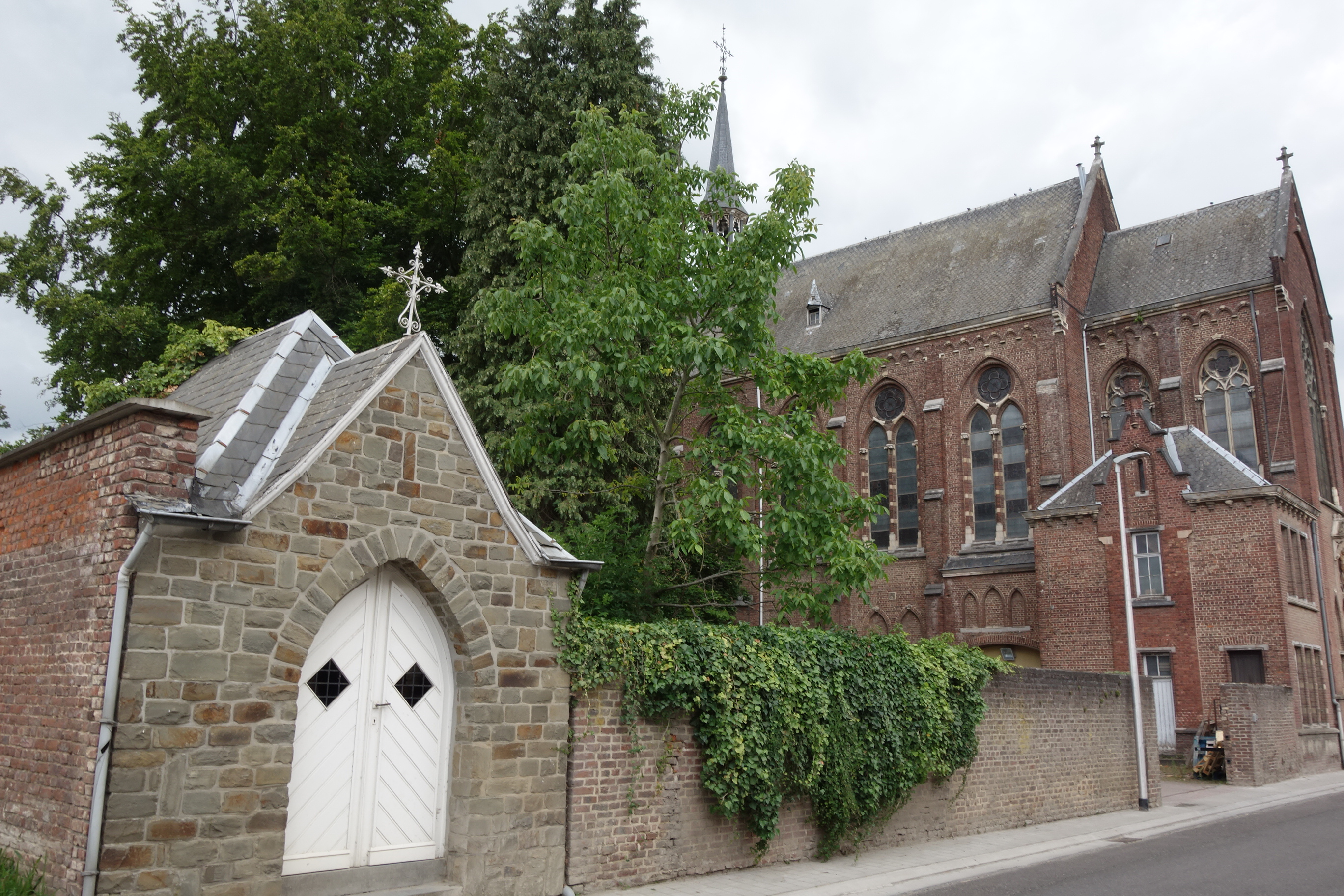
kleine kapel aan de kloosterstraat
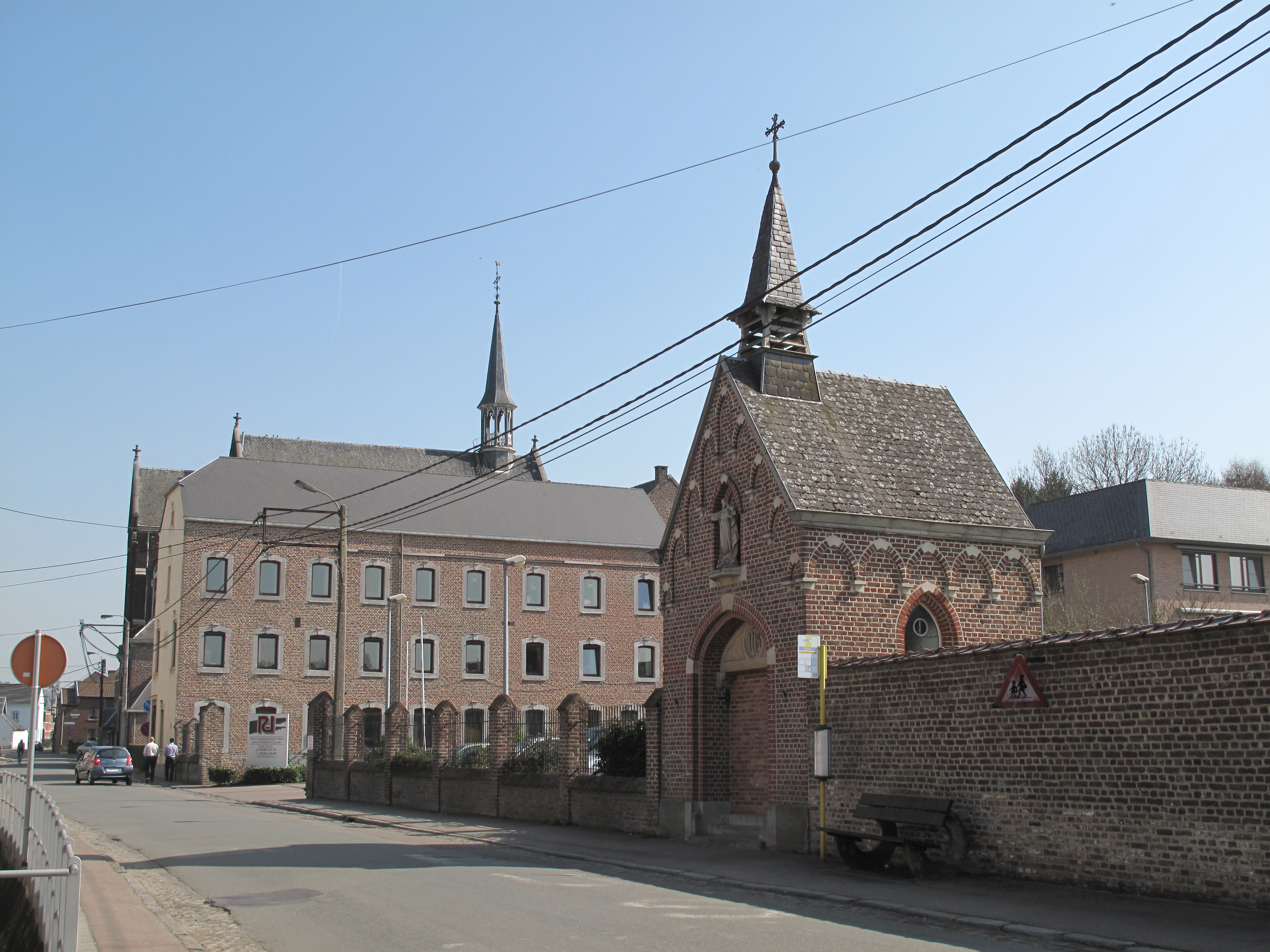
kapel met dakruiter aan de straatzijde
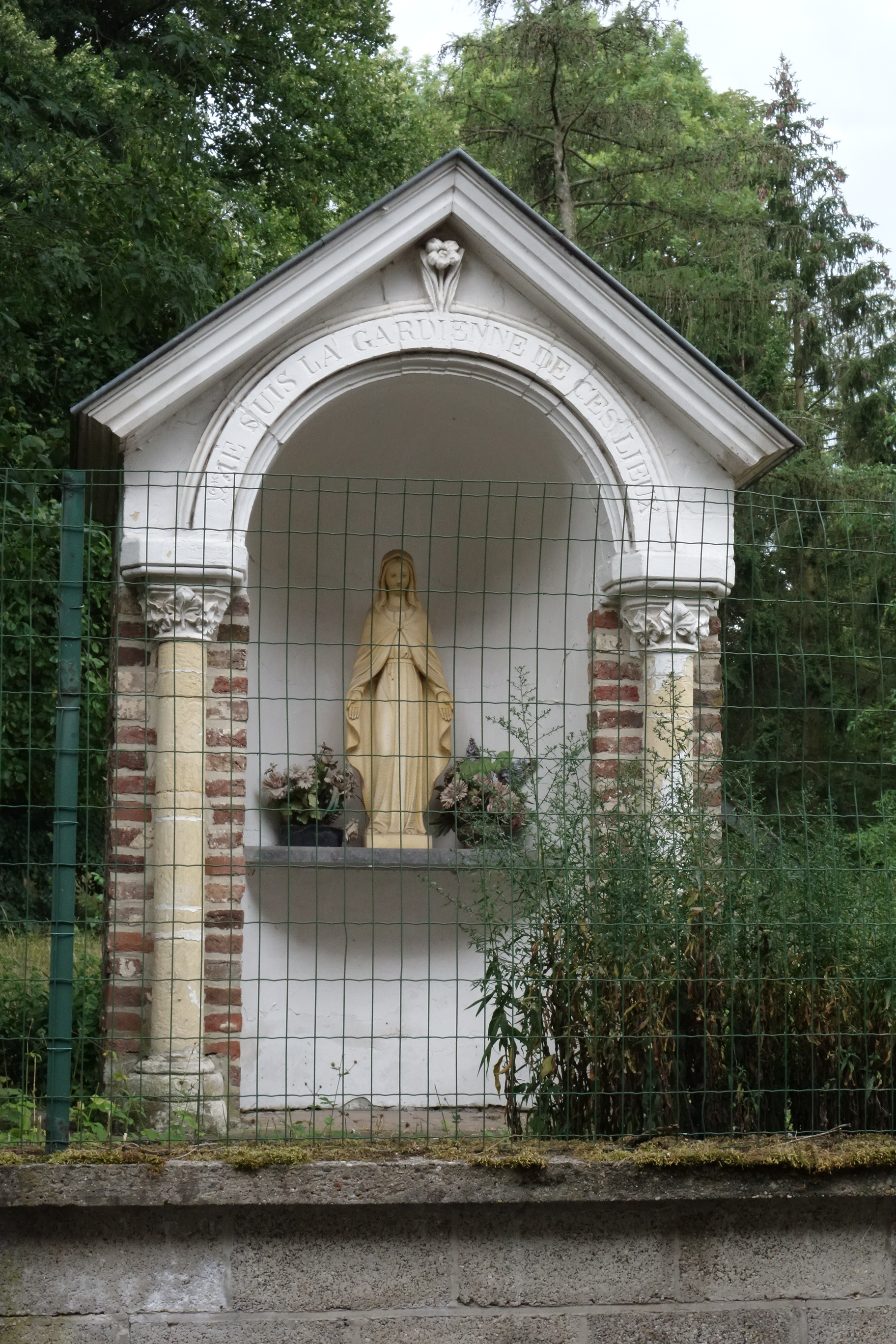
Mariakapel in de tuin met inscriptie: "Je suis la gardienne de ces lieux"
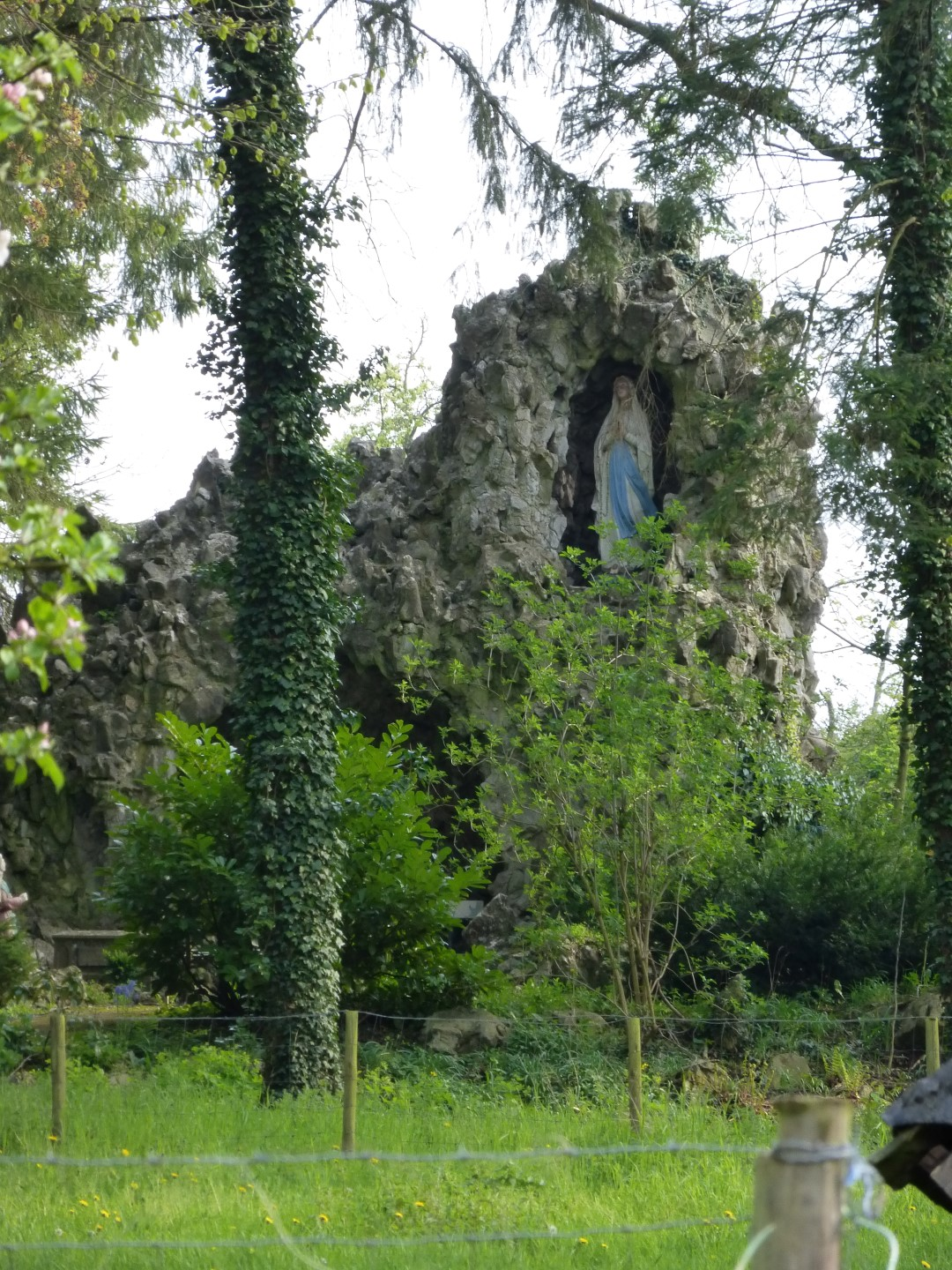
Lourdesgrot in de tuin